# Таврія (санаторій-профілакторій)
Санаторій-профілакторій «Таврія» — розташований у мальовничому місці на березі Дніпра, в межах паркової зони міста Нова Каховка.
Головний корпус побудований за типовим проектом. На двох верхніх поверхах будинку розташовано 50 двомісних номерів. Всі номери зі зручностями, душ, санвузол, автономне опалення, балкон. При бажанні можна замовити номера класу «люкс». На кожному поверсі є красиво оформлені холи з телевізорами й м'якими меблями. Два нижніх поверхи виділені під кабінети для лікарів, УЗД кабінет, стоматологічний кабінет. Тут також перебуває зимовий сад-лимонарій, фінська сауна, тренажерний зал, турецька лазня «Хамам», гідротермальна СПА зона, кабінет манікюру-педикюру. На першому поверсі простора їдальня (з кондиціонерами) для прийому їжі до однієї зміни. Харчування чотириразове. За калорійністю й розмаїтістю відповідає нормативам санаторно-курортних установ. У меню цілий рік включаються свіжі овочі, фрукти, соки.
Базовим підприємством санаторію-профілакторію є відома за межами Херсонщини й України агропромислова фірма «Таврія», що славиться найкращими в регіоні коньяками й винами.
Керівництво фірми приділяє багато уваги тому, щоб санаторій-профілакторій у всьому спектрі послуг відповідав найвищим стандартам, передбаченим для лікувально-оздоровчих установ.
Санаторій розрахований на прийом 100 відпочиваючих у зміну. Здравниця функціонує цілий рік. Хворий може бути прийнятий на лікування з будь-якого дня.
У санаторії-профілакторії «Таврія» лікують захворювання опорно-рухового апарата; захворювання шлунково-кишкового тракту; захворювання нервової й серцево-судинної системи; захворювання органів подиху; захворювання сечостатевої системи.

## Види лікування в санаторії
- грязелікування (сакські лікувальні бруди);
- бальнеотерапія (морські, хвойні, скипидарні, ароматичні ванни);
- електролікування;
- магнітотерапія;
- лазеротерапія;
- масаж;
- ендотрахеальну санацію (введення фітосумішей в бронхіальне дерево);
- іглорефлексотерапію;
- мануальна терапія;
- фітотерапія (трави з Нікітського ботанічного саду);
- лікувальна фізкультура;
- лікувальне харчування;
- медикаментозне лікування;
- кабінет психоемоційного розвантаження;
- спелеотерапія (камера штучного мікроклімату, типу солотвинських соляних шахт).
- баротерапія (барокамера Кравченко, лікування судинних захворювань кінцівок);
- стоматологічне лікування

## Діагностична база санаторію-профілакторію
- УЗД (діагностика захворювань черевної порожнини, сечостатевої системи, щитоподібної залози);
- електрокардіограма.